# Système nerveux parasympathique
Le système nerveux parasympathique ou système vagal est une des trois divisions du système nerveux autonome (SNA) avec le système nerveux orthosympathique et le système nerveux entérique.
Le système parasympathique favorise le ralentissement et la détente du corps, essentiellement en stimulant le sommeil et la digestion indépendamment de la volonté individuelle. Ce système a été identifié au cours du XIXe siècle. Le terme « parasympathique » a été popularisé, entre autres, par John Newport Langley par opposition au système sympathique qui favorise la dépense énergétique.

## Fonctions
Le système parasympathique est trophotrope (grec trophe, nourriture, et tropos, direction), c'est-à-dire qu'il s'appuie sur les fonctions énergétiques par les nutriments et permettent la restauration des réserves énergétiques,. Il est anabolique en ce qu'il permet la croissance de l'organisme, alors que le système sympathique est catabolique.
Le parasympathique contrôle les activités involontaires des vaisseaux sanguins, des organes internes, des glandes et des muscles lisses. En particulier, le parasympathique inhibe :
- le débit cardio-vasculaire, par :
  - la diminution de la fréquence cardiaque (bradycardie) ;
  - la vasodilatation ;
- le débit respiratoire, par :
  - la réduction de la taille des bronches (bronchoconstriction) ;
  - l'augmentation des sécrétions bronchiques, ce qui contribue par ailleurs aux fonctions immunitaires et anti-inflammatoires[6].

- l'attention et la sensibilité visuelle, par :
  - la fermeture de la pupille (myosis), par la contraction du sphincter de l'iris ;
  - l'accommodation à courte distance, par la contraction du muscle ciliaire ;

À la fois, le système parasympathique stimule :
- la digestion, par :
  - la salivation, par la sécrétion d'ions potassium, d'eau et d'amylase par les glandes salivaires ;
  - l'augmentation de la motilité (péristaltisme) gastro-intestinale ;
  - l'augmentation des sécrétions gastriques, par stimulation des récepteurs M ;
  - la libération de bile par la contraction de la vésicule biliaire ;
  - la libération d'enzymes digestives par le pancréas ;
  - le transfert du glucose dans les cellules, par sécrétion d'insuline par le pancréas ;
- l'évacuation des urines (miction), par :
  - la stimulation du péristaltisme des uretères ;
  - la contraction du muscle détrusor de la vessie ;
  - la relaxation du sphincter urétral interne ;
- la sexualité :
  - chez la femme, il stimule l'afflux sanguin pelvien et la lubrification du vagin et du clitoris[7] ;
  - chez l'homme, il produit l'érection par une détente des muscles lisses des artères hélicines du pénis, augmentant l'afflux sanguin des corps caverneux et spongieux.

## Anatomie
Les corps cellulaires pré-ganglionnaires du système parasympathique se trouvent dans le tronc cérébral , associés aux nerfs crâniens III, VII, IX et X, et dans la partie sacrée de la moelle épinière, au niveau des vertèbres S2 à S4.

## Pathologies
Un dysfonctionnement du système parasympathique peut causer une grande diversité de symptômes en raison de la diversité des organes qu'il régule. Par exemple, une hypertension artérielle, une tachycardie, ou de la constipation par manque de péristaltisme intestinal.
Le diabète sucré peut causer des neuropathies autonomes pouvant endommager les fibres nerveuses parasympathiques et donc les fonctions cardiaques, gastriques et pelviennes à terme.
Le syndrome d'Allgrove est une maladie génétique favorisée par la consanguinité. Il consiste en une achalasie œsophagienne (ingestion difficile par paralysie partielle de l'œsophage), une alacrymie (absence de larmes) et une maladie d'Addison (insuffisance surrénale), avec une dégénérescence neurologique ainsi que potentiellement d'autres dysfonctionnements du système nerveux autonome.